# Косолаповська сільська рада
Косола́повська сільська рада (рос. Косолаповский сельский совет) — сільське поселення у складі Цілинного району Курганської області Росії.
Адміністративний центр — село Косолапово.
Населення сільського поселення становить 658 осіб (2017; 814 у 2010, 1153 у 2002).

## Склад
До складу сільського поселення входять:
| Населений пункт     | Населення, осіб (2002) | Населення, осіб (2010) |
| ------------------- | ---------------------- | ---------------------- |
| Косолапово, село    | 807                    | 571                    |
| Листвянка, присілок | 309                    | 216                    |
| Одіна, присілок     | 37                     | 27                     |